# Archiv für gesprochenes Deutsch
Das Archiv für Gesprochenes Deutsch (AGD), bis 2004 Deutsches Spracharchiv, gehört zum Institut für Deutsche Sprache in Mannheim und ist die zentrale Dokumentationsstelle für gesprochenes Deutsch. Das Archiv übernimmt die bei Spracherhebungen und in Forschungsprojekten erstellen Korpora von gesprochenem Deutsch und stellt sie der Forschung für die weitere wissenschaftliche Auswertung zur Verfügung.
Eine zentrale Rolle spielt dabei die Digitalisierung der gesamten Bestände und die Publikation von Dokumentationen („Bestandskatalog“) und Transkripten im Internet in der „Datenbank für Gesprochenes Deutsch“, soweit Datenschutz und Urheberrecht das erlauben.
Aktuell wird im AGD mit dem „Forschungs- und Lehrkorpus Gesprochenes Deutsch“ (FOLK) ein nationales Referenzkorpus von Gesprächen im Deutschen erhoben. Teil der Arbeit in FOLK ist auch die Entwicklung geeigneter Korpustechnologie für Korpora gesprochener Sprache. Dazu gehört beispielsweise die Transkriptionssoftware FOLKER.

## Bestand
Gegenwärtig bietet das AGD 48 Korpora, also Einzelsammlungen, zur Nutzung an. Der Gesamt-Bestand umfasst über 90 Korpora mit Ton- und Videoaufnahmen mit einer Gesamtdauer von fast 10.000 Stunden.
Der Bestand beinhaltet folgende Typen von Korpora:

### Variationskorpora, die Varietäten (Dialekte, regionale Umgangssprachen) im deutschen Sprachraum dokumentieren, z.B.
- das Korpus „Deutsche Mundarten“, auch bekannt als „Zwirner-Korpus“, das Mundarten vornehmlich im Gebiet der alten Bundesrepublik Deutschland dokumentiert.
- das Korpus „Deutsche Mundarten: DDR“, das Mundarten im Gebiet der ehemaligen Deutschen Demokratischen Republik dokumentiert.
- das Korpus „Deutsche Umgangssprachen“, das mündliche Umgangssprache vornehmlich im Gebiet der alten Bundesrepublik Deutschland dokumentiert.
- das Korpus „Deutsch Heute“, das die Variation des regionalen Gebrauchsstandards Anfang des 21. Jahrhunderts dokumentiert

### Korpora, die gesprochenes Deutsch in anderen Gebieten der Welt dokumentieren, z.B.
- das Korpus „Australiendeutsch“ (AD)
- das Korpus „Russlanddeutsche Dialekte“ (RUDI)
- das Korpus „Deutsch in Namibia“ (DNAM)
- das Korpus „Emigrantendeutsch in Israel“ (IS) von 1989, das biographische Interviews mit deutschsprachigen Emigranten in Israel enthält

### Gesprächskorpora, z.B.
- das „Forschungs- und Lehrkorpus Gesprochenes Deutsch“ (FOLK)
- das Korpus „Gesprochene Wissenschaftssprache Kontrastiv“ (GWSS)
- das „Berliner Wendekorpus“ (BW) von 1992
- die Korpora „Beratungsgespräche“ (BG) und „Schlichtungs- und Gerichtsverhandlungen“ (SG) von 1979/1983

## Auswertungsmöglichkeiten
Teilbestände des AGD (ca. 20000 Aufnahmen aus 41 Korpora) werden über die Datenbank für Gesprochenes Deutsch (DGD2) der wissenschaftlichen Öffentlichkeit online zur Verfügung gestellt. Die DGD2 bietet die Möglichkeit, Aufnahmen, Transkripte und Metadaten zu browsen und gezielt zu durchsuchen.

## Geschichte
Gegründet wurde das Archiv unter dem Namen „Deutsches Spracharchiv“ von Eberhard Zwirner im Jahr 1932 in Berlin. Zeitweise war das Archiv auch Teil der Kaiser-Wilhelm-Gesellschaft und der Max-Planck-Gesellschaft. Zwirners 5857 Sprachaufzeichnungen an ca. 1000 deutschsprachigen Orten in den 1960er Jahren stellen auch immer noch eine der Kernsammlungen des Archivs dar. Im Jahr 1979 wurde das Archiv beim IDS in Mannheim angesiedelt. Um die Konzentration des Archivs auf die gesprochene Sprache deutlich zu machen, wurde es 2004 in Archiv für gesprochenes Deutsch umbenannt.

## Buchreihe Phonai und Phonotek
Das Archiv gab zunächst die Buchreihe Lautbibliothek der deutschen Mundarten und seit 1969 die Reihe Phonai heraus, die im Max-Niemeyer-Verlag in Tübingen erscheint. Zu den Büchern gibt es in aus der Phonothek des Archivs entsprechende Tonaufnahmen als CDs.